# Phakding
Phakding è un piccolo villaggio del Nepal orientale, nella zona amministrativa di Sagarmatha, posto ai piedi dell'Himalaya a 2.610 metri di altitudine. Si trova nella valle del fiume Dudh Kosi a nord di Lukla e a sud di Monjo.
Il sentiero che porta a Phakding inizia a Lukla, e il villaggio è spesso un punto di sosta per gli escursionisti e alpinisti nel loro cammino verso il Monte Everest nel Parco nazionale di Sagarmatha, per i sentieri che attraversano Gokyo e Tengboche. Dal 1979, questo parco è classificato dall'UNESCO come Patrimonio dell'umanità.
La sua funzione principale del paese è quella di sostenere l'industria del turismo e come tale è costituito da diversi alberghi, ostelli e piccoli negozi.